# アリアナさくら
アリアナさくら（アリアナ さくら、2004年5月9日 - ）は、日本の女性タレント、ファッションモデル。 
東京都出身。プラチナムプロダクション所属。

## 略歴・人物
- 父親がアメリカ系と母親が日本のハーフ[1]
- 日本語、英語はリスニング程度
- マイナビ presents 第28回「東京ガールズコレクション 2019 SPRING/SUMMER」でモデルデビュー[1]
- 15歳でViVi専属モデルとなり[1][2]ミラノコレクションのモデルに大抜擢。
- 趣味は、読書（ハリーポッターや哲学書など）、アニメ。特技は、絵を描くこと。[要出典][1]
- 野望：全世界のファッション誌VOGUEに載りたい（オレたちゴチャ・まぜっ!〜集まれヤンヤン〜 2024年8月11日の番組内で発言）
- 憧れの人：アナ・ウィンター(Radiotalkのオレたちゴチャ・まぜっ！アフタートーク内での発言）
- 愛用シューズ：DR. MARTENS 1460 ジップ ８ ホール ブーツ

## 書籍

### 雑誌
- ViVi（講談社） - 専属モデル[1][3]
- an・an（マガジンハウス）[4]
- フォトテクニック（玄光社）
- ネイルUP!（ブティック社）
- CM NOW（玄光社）

## 出演

### テレビ
- サンデージャポン（TBS）[5]
- プレバト!!（毎日放送/TBS系、2024年2月22日）[6]
- 世界まる見え!テレビ特捜部（日本テレビ、2024年4月1日）[7]
- 沸騰！地球アツベンチャー 日本の未来を探す旅（中京テレビ/日本テレビ系全国28局ネット、2024年6月2日）
- ハシアゲ（TSKさんいん中央テレビ、2024年6月23日）[8]

### ラジオ
- オレたちゴチャ・まぜっ!〜集まれヤンヤン〜（2024年4月21日 - 2025年4月12日、MBSラジオ） - ヤンヤンガールズ16期生[9]

### ネットテレビ
- ABEMA「虹とオオカミには騙されない」（2021年）[10]

### ファッションショー
- GirlsAward[11]
- 東京ガールズコレクション[12]
  - TGC Teen
  - TGC KITAKYUSHU（2023年、2024年10月12日）[13][14][15]
  - TGC SHIZUOKA (2020年、2023年）[16][17]
  - TGC WAKAYAMA（2023年）[18]
  - TGC KUMAMOTO (2024年)[19]
- KANSAI COLLECTION（2021年、2024年）[20][21]
- ATSUSHI NAKASHIMAショー[22]
- SAPPORO COLLECTION（2023年5月7日、2024年10月14日）[23][24][25]
- OKINAWA COLLECTION(2024年6月15日)[26]
- 超十代[27]
- ViVi 超ポジティブ EXPO 2024（2024年9月1日）
- Rakuten GirlsAward 2024 AUTUMN/WINTER(2024年10月19日)[28]
- OKINAWA COLLECTION-2025-(2025年6月21日)[29]

### 舞台
- The Great Gatsby In Tokyo（2022年）

### 広告
- U.S.POLO Assn. - イメージモデル[1][30]
- 振袖専門店「えどしるふ」【ARIANNA SAKURA x VINTAGE】-イメージモデル

### MV
- Cö shu Nie「give it back」[31][32]
- 「Jun Parker & Carlinhos - Tonight 」MV出演[33]